# Awaous acritosus
 Awaous acritosus  es una especie de peces de la familia de los Gobiidae en el orden de los Perciformes.

## Morfología
Los machos pueden llegar a alcanzar los 18 cm de longitud total.

## Distribución geográfica
Se encuentra al noreste de Queensland (Australia) y en la cuenca del río Laloki (sur de Nueva Guinea ).

## Observaciones
Es inofensivo para los humanos.